# たこやきレインボー
たこやきレインボーは、スターダストプロモーションに所属する関西出身の女性タレントによる日本の女性アイドルグループである。愛称はたこ虹。ももいろクローバーZ、私立恵比寿中学などのグループと共にSTARDUST PLANET（通称スタプラ）を構成している。

## 概要
ももいろクローバーZ、私立恵比寿中学、チームしゃちほこ（現TEAM SHACHI）に続くスターダストプロモーションの女性アイドルグループとして2012年9月17日に結成。2021年5月9日をもってメンバー5人全員が卒業。
関西を拠点として活動しており、阪神甲子園球場での単独ライブを成功させて甲子園の土を持って帰ることを目標としている。キャッチコピーは「スターダストの最終兵器」、「STARDUST PLANETが大阪から放つ最終兵器」。なにわのアイドル。ファンのことを「たこ虹家族」（通称“虹家族”）と呼び、公式無料ファンクラブ「たこ虹セブン（仮）」がある。あいさつは「まいど！おおきに！私たちたこやきレインボーです！」。メンバーは「たこ虹ハウス」で共同生活を送る。マネージャーの愛称は「番長」。
2018年からJリーグセレッソ大阪の「公認セレ女」を務める。
2021年4月18日のYouTube生配信ライブ「ありがとうたこやきレインボーです」内で、メンバー全員が5月9日をもってグループから卒業することを発表した。なお、ラストライブは延期の末7月31日に開催となった。
卒業時点では同じメンバー5人での新プロジェクト立ち上げが予定されていると発表されており、「ex.たこやきレインボー」を名乗っていた。しかし、2022年3月31日に新プロジェクト立ち上げを断念したことが発表され、5月4日開催された「ex.たこやきレインボー ラストフリーイベント」をもって5人での活動が終了となった。
卒業後のメンバーは個人での芸能活動を継続する。

## メンバー
2021年5月9日をもってメンバー全員が「たこやきレインボー」を卒業した。

### 活動終了時のメンバー
| 名前     | よみ          | キャッチフレーズ                 | 生年月日(年齢)         | 出身地   | ニックネーム | イメージカラー          | 在籍期間                      |
| -------- | ------------- | -------------------------------- | ---------------------- | -------- | ------------ | ----------------------- | ----------------------------- |
| 堀くるみ | ほり くるみ   | あわてんぼうのだんじり娘。       | 1999年12月18日（25歳） | 兵庫県   | くーちゃん   | 紫 （谷町パープル）     | 結成 ‐ 2021年5月9日           |
| 根岸可蓮 | ねぎし かれん | ドキドキで～す♡                  | 2000年11月18日（24歳） | 和歌山県 | れんれん     | 緑 （中央グリーン）     | 結成 ‐ 2021年5月9日           |
| 春名真依 | はるな まい   | みんなの子分                     | 2001年1月5日（24歳）   | 大阪府   | まいまい     | 青 （四ツ橋ブルー）     | 結成 - 2021年5月9日           |
| 彩木咲良 | あやき さくら | 元気咲裂！                       | 2002年3月26日（23歳）  | 兵庫県   | さくちゃん   | ピンク （千日前ピンク） | 結成 ‐ 2021年5月9日           |
| 清井咲希 | きよい さき   | ハロー！さきてぃー こんにちは〜♪ | 1999年8月5日（25歳）   | 大阪府   | さきてぃ     | 黄色 （今里イエロー）   | 2012年10月21日 ‐ 2021年5月9日 |

### 活動中脱退メンバー
| 名前       | よみ          | キャッチフレーズ | 生年月日(年齢)         | 出身地 | ニックネーム | イメージカラー | 在籍期間              |
| ---------- | ------------- | ---------------- | ---------------------- | ------ | ------------ | -------------- | --------------------- |
| 新井まりあ | あらい まりあ |                  | 2000年7月21日（24歳）  | 大阪府 | まりあん     | 黄色           | 結成 - 2012年10月21日 |
| 小池優花   | こいけ ゆうか |                  | 1998年12月31日（26歳） | 大阪府 | 小池ちゃん   | オレンジ       | 結成 - 2013年2月17日  |
| 奈良崎とわ | ならさき とわ | なにわの少林少女 | 2000年2月21日（25歳）  | 大阪府 | とわちゃん   | 赤             | 結成 - 2014年6月8日   |

## 歩み

### 2012年
- 9月10日、小池優花、堀くるみ、奈良崎とわ、新井まりあ、根岸可蓮、春名真依、彩木咲良の7人で、たこやきレインボー結成を発表。
- 9月17日、ヤマダ電機LABI1なんば店にて行われたチームしゃちほこ（現TEAM SHACHI）「メジャーデビューツアー」の前座で初お披露目。
- 10月21日、あべのキューズモールにて行われた「スターダストプロモーション芸能3部ティーンズモデル発掘オーディション2012 関西地区」で清井咲希が加入。同日欠席した新井まりあの脱退が「理事長」ことスターダストプロモーション専務取締役(現代表取締役)・藤下リョウジのTwitterで発表された[1]。

### 2013年
- 2月17日、小池優花が脱退。
- 2月23日、ヤマダ電機LABI1なんば店にて初のワンマンイベント。1部「～まいど!たこやきレインボーです～の巻」2部「奈良崎とわの生誕祭～とわ・エ・モア～の巻」。
- 3月20日、ヤマダ電機LABI1なんば店にてイベント。 1部「～もうすぐ春ですね～の巻」2部「彩木咲良生誕祭～咲良サク～の巻」にてメンバーの正式カラー発表。
- 4月27日、HMVグランフロント大阪のオープンを記念し、1日店員としてビラ配りと写真販売、ポスターの掲示を行った。
- 5月25日、タワーレコード梅田NU茶屋町店にてイベント。アメーバにて公式ブログの設立、さらに初オリジナル曲「オーバー・ザ・たこやきレインボー」の制作を発表。
- 5月27日、たこやきレインボー公式ブログ公開と初更新。
- 6月16日、ヤマダ電機LABI1なんば店にてイベント。「〜7にまつわるエトセトラ〜の巻」開催。7人目のメンバーは「たこ虹家族」に決定。
- 7月7日、阪急西宮ガーデンズにてイベント。「〜天の川に虹の橋をかける会〜の巻」開催。「絶対!甲子園出場」と目標を発表した。
- 7月27日、阪急西宮ガーデンズにてイベント。「オオサカアイドルフェスティバル（通称：OIF）」開催。
- 8月18日、グランフロント大阪ナレッジシアターにてイベント。「初PV初お披露目会〜虹家族プレミア〜の巻」開催。「オーバー・ザ・たこやきレインボー」のPVを初公開[2]。また初のツーショット会&レインボーショット会が行われた。
- 9月14日、ららぽーと甲子園にてイベント。1stシングル「オーバー・ザ・たこやきレインボー」を先行リリース。
- 9月17日、たこやきレインボー結成1周年。1stシングル「オーバー・ザ・たこやきレインボー」を関西地区限定リリース。HMVグランフロント大阪にて商品お渡し会を開催。
- 11月9日、グランフロント大阪ナレッジシアターにてイベント。「めっちゃFUNK」を初披露、前山田健一プロデュースの2ndシングル「なにわのはにわ」を発表[3]。
- 2013年11月10日、大阪・あべのキューズモールにてミニライブを開催[4]。
- 12月15日、阪急西宮ガーデンズにて「たこ虹クリスマス」を開催。

### 2014年
- 1月26日、グランフロント大阪ナレッジシアターにてイベント。「なにわのはにわ レインボーツアー出陣式」開催。「なにわのはにわ」のPVを初公開[5]。
- 2月2日、ららぽーと甲子園にてイベント。豊天商店CM出演が発表される[6]。
- 2月8日、ローソン矢田一丁目店にてジモドルフェスタ主催「ローソン一日店長」を務める。
- 2月16日、東京・お台場MEGA WEBにて、東京で初の単独イベントとなる「なにわのはにわ」リリース記念イベントを開催[7]。
- 3月19日、2ndシングル「なにわのはにわ」をリリース。あべのキューズモールにて発売記念イベント「『なにわのはにわ』発売日やで!みんなでカンパイや！」開催[8]。
- 4月13日、あべのキューズモールにてイベント[9]。初冠番組となる『めざせ甲子園!つかたこレインボーロード』（関西テレビ）の放送開始を発表[10][11]。
- 5月1日、HMVグランフロント大阪の開店2周年を記念し、一日店員として購入商品お渡し会を行った。
- 5月4日、MBS ちゃやまちプラザにてイベント。WBCレインボーオープン定例ライブ!Vol.1〜甲子園まで、きっちきちやで〜を開催[12]。
- 5月16日、奈良崎とわがブログで6月8日のイベントをもって卒業することを発表[13]。理由は学業の優先と体力面の不安によるもの。
- 6月8日、大阪南港ATC海辺のステージにてイベント。当イベントにて奈良崎とわが卒業、堀くるみをリーダーとする5人編成に。3rdシングル「絶唱!なにわで生まれた少女たち」の9月発売を発表[14]。
- 7月19日、大阪南港ATC海辺のステージにてイベント。新曲「絶唱!なにわで生まれた少女たち」を初披露[15]。
- 7月28日、初のUstreamを放送。同放送にて「絶唱!なにわで生まれた少女たち」のMVを初公開。
- 8月3日、阪急西宮ガーデンズにてイベント。「オオサカアイドルフェスティバル2014」開催[16]。
- 8月17日、東京ドームシティラクーアガーデンステージにて、たこやきレインボー「たこやきレインボー 絶唱！なにわのレインボーツアー」を開催[17]。
- 9月3日、3rdシングル「絶唱！なにわで生まれた少女たち」をリリース。湊町リバープレイスにて発売記念イベント「第2カンパイ会:絶唱!なにわで生まれた少女たち発売記念やで♪」を開催[18]。
- 9月28日、梅田CLUB QUATTROにて初のワンマンライブ「たこやきレインボー ファーストワンマンライブ はじめの一歩」を開催[19]。
- 11月2日、大阪南港ATCにてフリーライブを開催[20]。
- 11月23日、日本青年館大ホールにてワンマンライブ「なにわンダーランド2014@日本青年館」を開催[21]。
- 12月23日、阪急西宮ガーデンズにて「たこ虹クリスマス&堀くるみ生誕祭やります!今年のたこクリもガーデンズやー!」を開催。メンバーソロ曲とユニット曲を収録したミュージックカード『たこやきレインボーMUSIC CARDクリスマスパック』を会場限定リリース。

### 2015年
- 1月8日、東京・日本青年館にて「俺のたこ虹ライブ」を開催[22]。
- 2月15日、南港ATCにてバレンタインイベント「たこ虹バレンタイン2015」を開催[23]。
- 3月1日、京都・新風館 Re-Cue Hallにてイベント「ソトコト的 でんきの教室 with Village Vanguard Vol.5」に出演[24]。
- 3月21日 - 5月23日、全国ツアー「レインボーツアー」を開催[25]。
- 4月1日、1st映像作品「なにわンダーランド2014」をリリース。
- 4月4日、テレビ大阪「かがくdeムチャミタス！」にレギュラー出演開始[26]。
- 5月20日、4thシングル「元気売りの少女〜浪花名歌五十選〜」をリリース。このシングルで全国展開デビューとなる。HMVグランフロント大阪店にて、さくれんコンビによる、CDお渡し会を開催。
- 5月23日、大阪南港ATC海辺のステージにてイベント[27]。
- 6月7日、服部緑地野外音楽堂にて「まいど！おおきに！元気売りの少女レインボーツアー」アンコールを開催。
- 6月28日、BIG CATにてワンマンライブ初の1日3回公演「61分レインボー勝負!」を開催[28]。
- 8月15日、大阪城音楽堂にて「オオサカアイドルフェスティバル2015」を開催[29]。
- 8月16日、大阪城音楽堂にて「オオサカーニバル2015」を開催[30]。
- 9月17日、ヤマダ電機LABI1なんば店にて結成3周年記念イベント「すべてはここからはじまった。」を開催[31]。
- 10月31日、なんばHatchにてハロウィンイベント「たこ虹ハロウィン」を開催[32]。新曲「クリぼっちONE DAY!!」を初披露。
- 11月21日、東京・TOKYO DOME CITY HALLにてワンマンライブ「なにわンダーランド2015～あわてんぼうのクリスマス～」を開催[33]。
- 12月16日、5thシングル「クリぼっちONE DAY!!」をリリース。
- 12月20日、大阪・南港ATCにてイベントツアー「なにわンダーアドベントレインボーツアー」の最終公演を開催[34]。

### 2016年
- 1月9日、2016年春にavex traxからメジャーデビューが決定したことを「俺の藤井 2016 in さいたまスーパーアリーナ〜Tynamite!!〜」にて発表[35]。
- 4月13日、メジャー1stシングル「ナナイロダンス」をリリース。
- 4月23日 - 5月7日、春・東名阪ZEPPツアー（Zepp Namba、Zepp Nagoya、Zepp DiverCity、梅田CLUB QUATTRO）を開催[36][37][38]。
- 6月26日、阪急西宮ガーデンズにてイベント。新曲「どっとjpジャパーン!」を初披露[39]。
- 7月18日、大阪城音楽堂にて「オオサカアイドルフェスティバル2016」を開催[40]。ライブ本編では「サマーゴーランド」「カラフルフェスティバル」、アンコールでは『MBS SONG TOWN』（毎日放送）とのコラボレーションで制作された「MBS〜家族の歌〜」をそれぞれ初披露。
- 8月24日、メジャー2ndシングル「どっとjpジャパーン!」をリリース。
- 9月3日、阪急西宮ガーデンズにてイベント。今冬1stアルバムを発売することを発表[41]。
- 10月30日、東京・中野サンプラザにてワンマンライブ「なにわンダーランド2016〜ひみつの仮面舞踏会〜」を開催[42]。
- 11月20日、オリックス劇場にてワンマンライブ「なにわンダーランド2016〜ひみつのティーパーティー〜」を開催[43]。
- 12月21日、メジャー1stアルバム「まいど!おおきに!」をリリース。
- 12月24日・25日、香港で行われた「OSAKA BAYAREA FESTIVAL」にパフォーマンス参加[44]。

### 2017年
- 2月2日、サッカーJリーグ・セレッソ大阪のサポーターズコンベンションにシークレットゲストとして登場。2017年度「公式サポーター見習い」に就任することが発表される[45]。以降、クラブの様々な企画に登場し、8月26日に長居陸上競技場（ヤンマースタジアム長居）で行われた対鹿島アントラーズ戦では試合前イベントに初めて登場した他、ミニライブも披露した。
- 4月9日、阪神甲子園球場で行われたプロ野球・セントラル・リーグ公式戦、阪神タイガース対読売ジャイアンツ2回戦の始球式に登場。他のメンバー4人が見守る中、清井咲希が投球を務めノーバン投球に成功し大きな歓声を受けた[46]。ライブとは異なる形ではあるが、目標の甲子園球場に初めて降り立つこととなった。
- 4月30日 - 6月3日、全国ツアー「Rainbow Revolution」を開催[47][48]。
  - バックバンド「なにワンダーたこ虹バンド」（G:手島いさむ（ユニコーン、電大）、Dr:川西幸一（ユニコーン、電大）、B:上野一郎、Key:TACOS NAOMI）を帯同。
- 5月10日、メジャー3rdシングル「RAINBOW〜私は私やねんから〜」をリリース。
- 7月22日、大阪・大阪城音楽堂にてファンミーティング「虹家族会議2017」を開催。
- 9月10日、東京・日比谷野外大音楽堂にて「オオサカアイドルフェスティバル」を開催[49]。
- 9月20日、メジャー4thシングル「まねー!!マネー!?Money!!」をリリース。
- 11月23日、千葉・幕張メッセ国際展示場8ホールにてワンマンライブ「なにわンダーランド2017〜OH!CIRCUS〜」を開催[50]。
- 11月25日、兵庫・阪神甲子園球場にて開催された「阪神タイガース ファン感謝デー2017」に出演。約4万人の観衆の前で「RAINBOW～私は私やねんから～」と「六甲たこおろし」を披露した[51]。
- 12月31日、大阪・大阪国際会議場 グランキューブ大阪にてアイドルイベント「西日本アイドルフェスティバル2017～西のほうでなんかゴチャゴチャやってます!!～」を開催[52]。

### 2018年
- 1月31日、配信限定シングル『シャナナ☆』をリリース。2007年7月18日にシンガーソングライターのMINMIが発表した楽曲のカバー。たこやきレインボーが公式サポーター見習い（当時）を務めていたセレッソ大阪所属のMF水沼宏太の応援チャントとしても使用されており、リリース発表の際にはこの点が強調された他、水沼からも公式HPを通じてコメントが寄せられた[53]。
- 2月1日、セレッソ大阪のサポーターズコンベンションに前年度に引き続き2年連続で登場。公式サポーター見習いとして活動した2017年の功績が認められ、「公認セレ女」に昇格することが発表[54]された。2018年は試合前にスタジアム内の大型ヴィジョンで流される観戦マナー向上呼びかけのビデオ出演[55]の他、公式グッズのモデル、リリースイベントにレプリカユニフォーム姿で出演、ファン感謝イベントの出演[56]や試合前のミニライブ開催など、セレッソ絡みでの企画が前年度に比べ大幅に増加した。
- 2月21日、メジャー2ndアルバム「ダブルレインボー」とLIVE ALBUM『なにわンダーランド2017〜OH!CIRCUS〜』をリリース。
- 4月21日 - 6月9日、たこ虹全国ツアー2018「CLUB RAINBOW」（大阪・梅田クラブクアトロ、愛知・名古屋クラブクアトロ、広島・広島クラブクアトロ、東京・渋谷クラブクアトロ、福岡・BEAT STATION、宮城・Rensa、北海道・cube garden、東京・EX THEATER ROPPONGI、大阪・NHK大阪ホール）を開催[57]。
- 8月11日、大阪城音楽堂にて「RAINBOW SONIC 2018」を開催。
- 8月12日、日比谷野外音楽堂にて「RAINBOW SONIC 2018」を開催[58]。
- 9月21日、大阪・ちゃやまちプラザ ちゃプラステージにて「たこ虹セブン放課後ナイト vol.1」を開催[59]。
- 10月10日、大阪・ちゃやまちプラザ ちゃプラステージにて「たこ虹セブン放課後ナイト vol.2」を開催[60]。
- 11月27日、大阪・ESAKA MUSEにて「たこ虹セブン放課後ナイト vol.3特別編 〜浅利進吾ナイト〜」を開催[61]。
- 12月20日、大阪・ESAKA MUSEにて「たこ虹セブン放課後ナイト vol.4特別編〜クリぼっちじゃナイト〜」を開催。

### 2019年
- 2月27日、メジャー3rdアルバム「軟体的なボヤージュ」をリリース。
- 4月27日 - 5月4日、たこやきレインボー 東阪Zepp 4days TOUR「軟体的なボヤージュ～あなたとの約束～」（大阪・Zepp Namba、東京・Zepp DiverCity TOKYO）を開催[62]。
- 5月26日、大阪・ちゃやまちプラザ ちゃプラステージにて「たこ虹セブン放課後ナイト vol.5」を開催[63]。
- 6月26日、サブスクリプション・ダウンロード配信が解禁。
- 6月28日、東京・浅草花劇場にて「〜出張〜たこ虹セブン放課後ナイト」を開催[64]。
- 6月30日、大阪・ちゃやまちプラザ ちゃプラステージにて「たこ虹セブン放課後ナイト vol.6」を開催[65]。
- 7月9日、百舌鳥・古市古墳群の世界遺産登録を記念して、ミュージックビデオ「なにわのはにわ（世界遺産決定ver.）」を公開。堺市と宮内庁が協力。公式動画 - YouTube
- 8月25日、大阪城音楽堂にて「オオサカアイドルフェスティバル2019」を開催[66]。
- 10月23日、メジャー5thシングル「もっともっともっと話そうよ-Digital Native Generation-」をリリース。
- 12月15日、中野サンプラザホールにて「なにわンダーランド2019」を開催[67][68]。
- 12月30日、大阪・梅田CLUB QUATTROにて、たこ虹歳末大感謝ライブ「虹家族ザ・ベストテン」を開催。
- 12月31日、Zepp Nambaにて たこやきレインボーpresents「西日本アイドルフェスティバル2019」を開催

### 2020年
- 1月19日、 「ミューコミプラス」 presents スタプラアイドルフェスティバル〜今宵、シンデレラが決まる〜 に、同じスタプラ所属のももいろクローバーZ、私立恵比寿中学、TEAM SHACHIとともにお姉さんグループとして出演[69]。
- 4月 - 5月、YouTubeにて「たこ虹の家にいるTV」を、共同生活を送る「たこ虹ハウス」からほぼ毎日配信。
- 6月 - 、YouTubeにて「たこ虹の家にいるTVリターンズ」を、共同生活を送る「たこ虹ハウス」から毎週土曜日配信、継続中。
- 7月8日、メジャー6thシングル「恋のダンジョンUME」をリリース。
- 9月13日、大阪南港ATC海辺のステージにてイベント「NO RAIN, NO RAINBOW」を開催[70]。
- 10月10日、大阪南港ATC海辺のステージにてイベント「NO RAIN, NO RAINBOW～ジュージュー！お好み焼きの日～」を開催[71]。
- 11月22日、大阪南港ATC海辺のステージにてイベント「NO RAIN, NO RAINBOW～いい夫婦にドキドキで～す♡～」を開催。
- 12月20日、中野サンプラザホールにて「たこ虹クリスマス2020」を開催[72][73][74][75]。

### 2021年
- 3月6日、大阪南港ATC海辺のステージにてイベント「NO RAIN, NO RAINBOW 2021・春」を開催。
- 3月13日・14日、COOL JAPAN PARK OSAKA WWホールにてワンマンライブ「桜咲くこの場所で」を開催[76][77]。
- 4月18日、YouTube生配信ライブ「ありがとうたこやきレインボーです」を配信、5月9日をもって堀くるみ・根岸可蓮・春名真依・彩木咲良・清井咲希が5人そろって卒業することを発表[78]。また、卒業後は個人での芸能活動を継続しながら充電期間を経て、5人で新しいプロジェクトを立ち上げることも発表された[79]。
- 5月9日、この日をもってメンバー全員がグループから卒業。卒業の1週間前から当日まで、毎日YouTubeにて晩ご飯配信を行った[80]。しかし、ラストライブが延期になる[81]。
- 5月21日まで、たこやきレインボーを卒業した5人による新プロジェクトに向けての新ユニット名を募集[82][83]。
- 6月2日 - 6日、舞台「剣が君-残桜の舞-」に根岸・春名・彩木が出演。
- 7月28日、たこやきレインボーとしてZepp Haneda（TOKYO）にてワンマンライブ「Departures」を開催[注 1]。
- 7月31日、たこやきレインボーとして大阪南港ATC海辺のステージにてラストライブ「オーバー・ザ・たこやきレインボー」を開催[注 2][86][87][88]。これをもって9年の活動に幕を降ろす[89]。
- 8月14日、YouTubeチャンネル「シェアハウスごはんumeda」[90]にて毎週土曜日に新居から夜ごはん配信を開始[91]。（「シェアハウスごはんumeda」チャンネル開設日は7月30日。）
- 8月26日、なんばグランド花月にて「石田笑店de新喜劇」に出演[92]。
- 10月30日、「ミューコミVR」 presents スタプラアイドルフェスティバル〜今宵、2人目のシンデレラが決まる〜 に、1日限定復活の「たこやきレインボー」として出演[93]。

### 2022年
- 3月31日、卒業をしたメンバーである、清井咲希、堀くるみ、根岸可蓮、春名真依、彩木咲良の5人で予定していた新プロジェクトの立ち上げを断念し、以降は個人としてそれぞれの道で芸能活動を続けていくことが発表された[94][95]。
- 5月4日、大阪・南港ATC海辺のステージにて「ex.たこやきレインボー ラストフリーイベント」を開催[96]。

## 作品
順位はオリコン・ウィークリーランキング最高順位。

### シングル
| #                | 発売日           | 収録曲（太字はタイトル曲）                            | 備考                        | 規格品番 | 順位             |
| STARDUST RECORDS | STARDUST RECORDS | STARDUST RECORDS                                      | STARDUST RECORDS            | STARDUST RECORDS | STARDUST RECORDS |
| ---------------- | ---------------- | ----------------------------------------------------- | --------------------------- | --- | ---------------- |
| 1                | 2013年9月17日    | オーバー・ザ・たこやきレインボー                      |                             | SDMC-0113（CD、関西地区限定発売） | 31位             |
| 1                | 2013年9月17日    | 六甲たこおろし                                        |                             | SDMC-0113（CD、関西地区限定発売） | 31位             |
| 1                | 2013年9月17日    | あきんどチャチャチャ                                  |                             | SDMC-0113（CD、関西地区限定発売） | 31位             |
| 2                | 2014年3月19日    | なにわのはにわ                                        |                             | SDMC-0126（関西限定盤：CD） SDMC-0127（関ヶ原以西限定盤：CD）                                                                                | 10位             |
| 2                | 2014年3月19日    | レインボーレボリューション                            |                             | SDMC-0126（関西限定盤：CD） SDMC-0127（関ヶ原以西限定盤：CD）                                                                                | 10位             |
| 2                | 2014年3月19日    | ちゃんと走れ!!!!!!                                    | 関西限定盤のみ              | SDMC-0126（関西限定盤：CD） SDMC-0127（関ヶ原以西限定盤：CD）                                                                                | 10位             |
| 2                | 2014年3月19日    | めっちゃFUNK                                          | 関ヶ原以西限定盤のみ        | SDMC-0126（関西限定盤：CD） SDMC-0127（関ヶ原以西限定盤：CD）                                                                                | 10位             |
| 3                | 2014年9月3日     | 絶唱！なにわで生まれた少女たち                        |                             | SDMC-0161（関西限定盤：CD） SDMC-0162（関ヶ原以西限定 東軍盤：CD） SDMC-0163（関ヶ原以西限定 西軍盤：CD） SDMC-0164（会場限定盤：CD+DVD）    | 13位             |
| 3                | 2014年9月3日     | 365Go!                                                | 関西限定盤のみ              | SDMC-0161（関西限定盤：CD） SDMC-0162（関ヶ原以西限定 東軍盤：CD） SDMC-0163（関ヶ原以西限定 西軍盤：CD） SDMC-0164（会場限定盤：CD+DVD）    | 13位             |
| 3                | 2014年9月3日     | 踊れ!青春カルナバル                                   | 関ヶ原以西限定 東軍盤のみ   | SDMC-0161（関西限定盤：CD） SDMC-0162（関ヶ原以西限定 東軍盤：CD） SDMC-0163（関ヶ原以西限定 西軍盤：CD） SDMC-0164（会場限定盤：CD+DVD）    | 13位             |
| 3                | 2014年9月3日     | みんなのうた                                          | 関ヶ原以西限定 西軍盤のみ   | SDMC-0161（関西限定盤：CD） SDMC-0162（関ヶ原以西限定 東軍盤：CD） SDMC-0163（関ヶ原以西限定 西軍盤：CD） SDMC-0164（会場限定盤：CD+DVD）    | 13位             |
| 4                | 2015年5月20日    | 元気売りの少女～浪花名歌五十選～                      |                             | ZXRC-1011（まいど!盤：CD） ZXRC-1012（おおきに!盤：CD） ZXRC-1013（関西限定盤：CD） ZXRC-1014（会場限定盤：CD+DVD）                          | 8位              |
| 4                | 2015年5月20日    | たこ虹物語～オーバー・ザ・関ヶ原～                    | まいど!盤のみ               | ZXRC-1011（まいど!盤：CD） ZXRC-1012（おおきに!盤：CD） ZXRC-1013（関西限定盤：CD） ZXRC-1014（会場限定盤：CD+DVD）                          | 8位              |
| 4                | 2015年5月20日    | ジュージューシー!!                                    | おおきに!盤のみ             | ZXRC-1011（まいど!盤：CD） ZXRC-1012（おおきに!盤：CD） ZXRC-1013（関西限定盤：CD） ZXRC-1014（会場限定盤：CD+DVD）                          | 8位              |
| 4                | 2015年5月20日    | 叫べ!ガウガール                                       | 関西限定盤のみ              | ZXRC-1011（まいど!盤：CD） ZXRC-1012（おおきに!盤：CD） ZXRC-1013（関西限定盤：CD） ZXRC-1014（会場限定盤：CD+DVD）                          | 8位              |
| 5                | 2015年12月16日   | クリぼっちONE DAY!!                                   |                             | ZXRC-1042（まいど!盤：CD） ZXRC-1043（おおきに!盤：CD） ZXRC-1044（関西限定盤：CD） ZXRC-1045（会場限定盤：CD+DVD）                          | 11位             |
| 5                | 2015年12月16日   | なにわもジングルベル                                  |                             | ZXRC-1042（まいど!盤：CD） ZXRC-1043（おおきに!盤：CD） ZXRC-1044（関西限定盤：CD） ZXRC-1045（会場限定盤：CD+DVD）                          | 11位             |
| 5                | 2015年12月16日   | めっちゃPUNK                                          | まいど!盤のみ               | ZXRC-1042（まいど!盤：CD） ZXRC-1043（おおきに!盤：CD） ZXRC-1044（関西限定盤：CD） ZXRC-1045（会場限定盤：CD+DVD）                          | 11位             |
| 5                | 2015年12月16日   | たのしかしまし大阪〜おいでやす〜                      | おおきに!盤のみ             | ZXRC-1042（まいど!盤：CD） ZXRC-1043（おおきに!盤：CD） ZXRC-1044（関西限定盤：CD） ZXRC-1045（会場限定盤：CD+DVD）                          | 11位             |
| 5                | 2015年12月16日   | ナンバでサンバ2                                       | 関西限定盤のみ              | ZXRC-1042（まいど!盤：CD） ZXRC-1043（おおきに!盤：CD） ZXRC-1044（関西限定盤：CD） ZXRC-1045（会場限定盤：CD+DVD）                          | 11位             |
| avex trax        |                  |                                                       |                             | |                  |
| 1                | 2016年4月13日    | ナナイロダンス                                        |                             | AVCD-83530/B（まいど!盤：CD+DVD） AVCD-83531（おおきに!盤：CD） AVC1-83532（関西限定盤：CD） AVC1-83533/B（会場限定盤：CD+DVD）              | 7位              |
| 1                | 2016年4月13日    | にじースターダスト                                    |                             | AVCD-83530/B（まいど!盤：CD+DVD） AVCD-83531（おおきに!盤：CD） AVC1-83532（関西限定盤：CD） AVC1-83533/B（会場限定盤：CD+DVD）              | 7位              |
| 1                | 2016年4月13日    | 桜色ストライプ                                        | おおきに!盤のみ             | AVCD-83530/B（まいど!盤：CD+DVD） AVCD-83531（おおきに!盤：CD） AVC1-83532（関西限定盤：CD） AVC1-83533/B（会場限定盤：CD+DVD）              | 7位              |
| 1                | 2016年4月13日    | One Two Three Four Five!!                             | 関西限定盤のみ              | AVCD-83530/B（まいど!盤：CD+DVD） AVCD-83531（おおきに!盤：CD） AVC1-83532（関西限定盤：CD） AVC1-83533/B（会場限定盤：CD+DVD）              | 7位              |
| 2                | 2016年8月24日    | どっとjpジャパーン!                                   |                             | AVCD-83576/B（まいど!盤：CD+DVD） AVCD-83577（おおきに!盤：CD） AVCD-83578（関西限定盤：CD） AVCD-83579/B（会場限定盤：CD+DVD）              | 10位             |
| 2                | 2016年8月24日    | MBS〜家族の歌〜                                       |                             | AVCD-83576/B（まいど!盤：CD+DVD） AVCD-83577（おおきに!盤：CD） AVCD-83578（関西限定盤：CD） AVCD-83579/B（会場限定盤：CD+DVD）              | 10位             |
| 2                | 2016年8月24日    | サマーゴーランド                                      | おおきに!盤のみ             | AVCD-83576/B（まいど!盤：CD+DVD） AVCD-83577（おおきに!盤：CD） AVCD-83578（関西限定盤：CD） AVCD-83579/B（会場限定盤：CD+DVD）              | 10位             |
| 2                | 2016年8月24日    | カラフルフェスティバル                                | 関西限定盤のみ              | AVCD-83576/B（まいど!盤：CD+DVD） AVCD-83577（おおきに!盤：CD） AVCD-83578（関西限定盤：CD） AVCD-83579/B（会場限定盤：CD+DVD）              | 10位             |
| 3                | 2017年5月10日    | RAINBOW〜私は私やねんから〜                           |                             | AVCD-83827/B（TYPE-A：CD+DVD） AVCD-83828/B（TYPE-B：CD+Blu-ray） AVCD-83829（TYPE-C：CD） AVCD-83830（TYPE-D：CD） AVCD-83831（TYPE-E：CD） | 7位              |
| 3                | 2017年5月10日    | じゆう！そう！フリーダム！                            | TYPE-Cのみ                  | AVCD-83827/B（TYPE-A：CD+DVD） AVCD-83828/B（TYPE-B：CD+Blu-ray） AVCD-83829（TYPE-C：CD） AVCD-83830（TYPE-D：CD） AVCD-83831（TYPE-E：CD） | 7位              |
| 3                | 2017年5月10日    | サンデーディスカバリー                                | TYPE-Dのみ                  | AVCD-83827/B（TYPE-A：CD+DVD） AVCD-83828/B（TYPE-B：CD+Blu-ray） AVCD-83829（TYPE-C：CD） AVCD-83830（TYPE-D：CD） AVCD-83831（TYPE-E：CD） | 7位              |
| 3                | 2017年5月10日    | ミックスジュース                                      | TYPE-Eのみ                  | AVCD-83827/B（TYPE-A：CD+DVD） AVCD-83828/B（TYPE-B：CD+Blu-ray） AVCD-83829（TYPE-C：CD） AVCD-83830（TYPE-D：CD） AVCD-83831（TYPE-E：CD） | 7位              |
| 4                | 2017年9月20日    | まねー!!マネー!?Money!!                               |                             | AVCD-83920/B（TYPE-A：CD+DVD） AVCD-83921/B（TYPE-B：CD+Blu-ray） AVCD-83922（TYPE-C：CD） AVCD-83923（TYPE-D：CD） AVCD-83924（TYPE-E：CD） | 4位              |
| 4                | 2017年9月20日    | ほなまたね サマー                                     | TYPE-Cのみ                  | AVCD-83920/B（TYPE-A：CD+DVD） AVCD-83921/B（TYPE-B：CD+Blu-ray） AVCD-83922（TYPE-C：CD） AVCD-83923（TYPE-D：CD） AVCD-83924（TYPE-E：CD） | 4位              |
| 4                | 2017年9月20日    | なれたらなぁ                                          | TYPE-Dのみ                  | AVCD-83920/B（TYPE-A：CD+DVD） AVCD-83921/B（TYPE-B：CD+Blu-ray） AVCD-83922（TYPE-C：CD） AVCD-83923（TYPE-D：CD） AVCD-83924（TYPE-E：CD） | 4位              |
| 4                | 2017年9月20日    | TACOYAKI's Burning                                    | TYPE-Eのみ                  | AVCD-83920/B（TYPE-A：CD+DVD） AVCD-83921/B（TYPE-B：CD+Blu-ray） AVCD-83922（TYPE-C：CD） AVCD-83923（TYPE-D：CD） AVCD-83924（TYPE-E：CD） | 4位              |
| 5                | 2019年10月23日   | もっともっともっと話そうよ-Digital Native Generation- |                             | AVCD-94639/B（CD+Blu-ray） AVCD-94640（CD Only） AVCD-94641（CD Only）                                                                       | 4位              |
| 5                | 2019年10月23日   | 天使のラブソングを                                    |                             | AVCD-94639/B（CD+Blu-ray） AVCD-94640（CD Only） AVCD-94641（CD Only）                                                                       | 4位              |
| 5                | 2019年10月23日   | 絶唱! なにわで生まれた少女たち(CLUB RAINBOW Mix)      | CD only盤（AVCD-94640）のみ | AVCD-94639/B（CD+Blu-ray） AVCD-94640（CD Only） AVCD-94641（CD Only）                                                                       | 4位              |
| 6                | 2020年7月8日     | 恋のダンジョンUME                                     |                             | AVC1-94858/B（CD+Blu-ray） AVZ1-94859（ムービーカード） AVZ1-94860～4（ミュージックカード） AVZ1-94865～9（ミュージックカード）              | 20位             |
| 6                | 2020年7月8日     | プレイバックス                                        |                             | AVC1-94858/B（CD+Blu-ray） AVZ1-94859（ムービーカード） AVZ1-94860～4（ミュージックカード） AVZ1-94865～9（ミュージックカード）              | 20位             |
| 6                | 2020年7月8日     | にじースターダスト-KiWi - MAD MAGICAL mix-            |                             | AVC1-94858/B（CD+Blu-ray） AVZ1-94859（ムービーカード） AVZ1-94860～4（ミュージックカード） AVZ1-94865～9（ミュージックカード）              | 20位             |
| 6                | 2020年7月8日     | ナンバサンバイジャー -KiWi - MAD MAGICAL mix-         |                             | AVC1-94858/B（CD+Blu-ray） AVZ1-94859（ムービーカード） AVZ1-94860～4（ミュージックカード） AVZ1-94865～9（ミュージックカード）              | 20位             |

### ミュージックカード
たこやきレインボーMUSIC CARDクリスマスパック（2014年12月23日、スターダストレコーズ）
- まいっちんぐ☆まいまいマジック / まいまいfromたこやきレインボー
- 道子とクラリス〜感動の再会編〜 / 道頓堀歌劇団（れんれん&さくちゃん）fromたこやきレインボー
- 15のメランコリー / くーちゃん&さきてぃfromたこやきレインボー

虹色進化論（2018年6月20日）
- 虹色進化論
- オーバー・ザ・たこやきレインボー(CLUB RAINBOW ver.)

### アルバム
| # | 発売日         | タイトル           | 販売形態                                                | 規格品番 | 順位 |
| - | -------------- | ------------------ | ------------------------------------------------------- | --- | ---- |
| 1 | 2016年12月21日 | まいど!おおきに!   | 2CD+Blu-ray 2CD+DVD 2CD+Blu-ray 2CD+DVD 2CD 2CD+Blu-ray | AVCD-93534〜5/B（Type-A） AVCD-93530〜1/B（Type-B） AVCD-93536〜7/B（Type-C） AVCD-93532〜3/B（Type-D） AVCD-93540〜1（Type-E） AVCD-93538〜9/B（Type-F） | 18位 |
| 2 | 2018年2月21日  | ダブルレインボー   | CD+Blu-ray CD                                           | AVCD-93826/B（Type-A） AVCD-93827/B（Type-B） AVCD-93828（Type-C）                                                                                        | 8位  |
| 3 | 2019年2月27日  | 軟体的なボヤージュ | CD+Blu-ray CD+DVD CD                                    | AVCD-96211/B（Type-A） AVCD-96212/B（Type-B） AVCD-96213（Type-C）                                                                                        | 13位 |

### ベストアルバム
| # | 発売日         | タイトル                  | 販売形態    | 規格品番   | 備考                                                                     |
| - | -------------- | ------------------------- | ----------- | ---------- | ------------------------------------------------------------------------ |
| 1 | 2021年10月13日 | OVER the TACOYAKI RAINBOW | 6CD+Blu-ray | AVC1-96798 | mu-mo受注限定商品 CD6枚に95曲収録予定 Blu-rayにMusic Videoを15曲収録予定 |

### ライブアルバム
| # | 発売日        | タイトル                            | 収録曲 | 規格品番                                                                                                   | 順位 |
| - | ------------- | ----------------------------------- | --- | --- | ---- |
| 1 | 2018年2月21日 | なにわンダーランド2017〜OH!CIRCUS〜 | ＜Disc1＞ overture〜tacoture〜 ありがとう たこやきレインボーです 恋するビリケンさん 尼崎テクノ じゆう！そう！フリーダム！ めっちゃFUNK ナンバサンバイジャー なにわのはにわ オーバー・ザ・たこやきレインボー にじースターダスト めっちゃDISCO どっとjpジャパーン！ サンデーディスカバリー ＜Disc2＞ TACOYAKI's Burning 踊れ！青春カルナバル たこ虹物語〜オーバー・ザ・関ヶ原〜 RAINBOW〜私は私やねんから〜 なれたらなぁ -ENCORE- 絶唱！なにわで生まれた少女たち めっちゃPUNK ナナイロダンス ちゃんと走れ!!!!!! | AVCD-93829～30/B（DVD盤：2CD+DVD） AVCD-93831～21/B（Blu-ray盤：2CD+Blu-ray） AVCD-93833〜4（通常盤：2CD） | 88位 |

### コンピレーション・アルバム
スタダ 3Bjunior ラスト大全集（2014年1月1日、スターダストレコーズ）
- Chocolate Burning / たこやきレインボー
- ダイビング / たこやきレインボー

### 配信限定
- CLUB RAINBOW Remix EP「TACOYAKI Rainbow CLUB RAINBOW Ver.」（2018年8月4日配信） - たこ虹初のクラブツアー「CLUB RAINBOW」のセットリストをCMJKのDJミックスで再現した。

1. IntroDEBAYASHI(CLUB RAINBOW ver.)
2. 虹色進化論(CLUB RAINBOW ver.)
3. なにわのはにわ(CLUB RAINBOW Ver.)
4. たこ虹物語～オーバー・ザ・関ヶ原～(CLUB RAINBOW ver.)
5. レインボーロード ～駆け出した靴～(CLUB RAINBOW ver.)
6. にじースターダスト(CLUB RAINBOW ver.)
7. どっとjpジャパーン！(CLUB RAINBOW ver.)
8. 尼崎テクノ(CLUB RAINBOW ver.)
9. Pa Pa Pa Party(CLUB RAINBOW ver.)
10. RAINBOW ～私は私やねんから～(CLUB RAINBOW ver.)
11. Whoop It Up!(CLUB RAINBOW ver.)
12. まねｰ!!マネー!?Money!!(CLUB RAINBOW ver.)
13. 輝け!おっサンシャイン！(CLUB RAINBOW ver.)
14. ジュージューシー!!(CLUB RAINBOW ver.)
15. ナナイロダンス(CLUB RAINBOW ver.)
16. シャナナ☆(CLUB RAINBOW ver.)
17. 卒業ラブテイスティ(CLUB RAINBOW ver.)
18. ネンジルノ(CLUB RAINBOW ver.)
19. オーバー・ザ・たこやきレインボー(CLUB RAINBOW ver.)

- シャナナ☆（2018年1月31日配信） - MINMIのカバー。たこやきレインボーが公式サポーター見習い（当時）を務めていたセレッソ大阪所属のMF水沼宏太の応援チャントとして使用されている。

### 映像作品
ライブ
| # | 発売日         | タイトル                                      | DVD順位 | Blu-ray順位 | 規格品番 |
| - | -------------- | --------------------------------------------- | ------- | ----------- | --- |
| 1 | 2015年4月1日   | なにわンダーランド2014                        | 89位    | 16位        | ZXRD-4002（DVD） ZXRB-3003（Blu-ray） |
| 2 | 2017年3月15日  | なにわンダーランド2016 〜ひみつの仮面舞踏会〜 | 112位   | 42位        | AVBD-92505～7（DVDデラックス盤：DVD3枚組） AVBD-92508（DVD通常盤：DVD） AVXD-92509～11（Blu-rayデラックス盤：Blu-ray3枚組） AVXD-92512（Blu-ray通常盤：Blu-ray） |
| 3 | 2018年6月20日  | Documentary of 虹色進化論                     |         |             | AVB1-92671（DVD） AVX1-92672（Blu-ray） |
| 4 | 2018年12月26日 | RAINBOW SONIC 2018                            | 154位   | 66位        | AVBD-92740（DVD） AVXD-92742（Blu-ray） |
| 5 | 2021年3月24日  | LIVE in the HOUSE '20                         |         |             | AVX1-27986（Blu-ray+フォトブック） 配信ライブ「CLUB RAINBOW '20」と「真夏のホームパーティー・ザ・ワールド」を収録                                                |

バラエティ
- 目指せ!甲子園 つかたこレインボーロード 1（2014年10月8日、スターダストレコーズ）
- 目指せ!甲子園 つかたこレインボーロード 2（2014年11月5日、スターダストレコーズ）
- 目指せ!甲子園 つかたこレインボーロード 3（2014年11月5日、スターダストレコーズ）
- 目指せ!甲子園 つかたこレインボーロード 4（2015年4月1日、スターダストレコーズ）
- 目指せ!甲子園 つかたこレインボーロード 5（2015年5月20日、スターダストレコーズ）
- 目指せ!甲子園 つかたこレインボーロード 6（2015年5月20日、スターダストレコーズ）
- たこもガチなんですけどぉ～!（2015年8月7日、BSフジ）[注 4]
- 目指せ!甲子園 つかたこレインボーロード 7（2015年11月11日、スターダストレコーズ）
- 目指せ!甲子園 つかたこレインボーロード 8（2015年11月11日、スターダストレコーズ）
- 目指せ!甲子園 つかたこレインボーロード 9（2016年3月16日、スターダストレコーズ）
- 目指せ!甲子園 つかたこレインボーロード 10（2016年8月3日、スターダストレコーズ）
- 目指せ!甲子園 つかたこレインボーロード 11（2016年8月3日、スターダストレコーズ）
- 目指せ!甲子園 つかたこレインボーロード 12（2016年8月3日、スターダストレコーズ）

出演イベント
- 3B junior LIVE FINAL 俺の藤井2014（2014年4月23日、スターダストレコーズ）
- 俺の藤井 2016 in さいたまスーパーアリーナ〜Tynamite!!〜 第1回 ワンデイワールドリーグ戦&やっぱりライブ!スタフェス〜2016〜（2016年5月25日、スターダストレコーズ）

### 参加作品
- 響木アオ「七色の風 (feat. たこやきレインボー)」（2019年3月7日配信）
- ファミリア・デ・セレッソ「ホーム最強」[103]（2020年）
  - セレッソ大阪コラボ応援ソング。作詞：森島寛晃・前山田健一、作曲：前山田 健一、編曲：CMJK。

### その他の楽曲
- 一緒に帰ろう（2020年5月発表）[104]
  - YouTubeたこやきレインボーチャンネル「たこ虹の家にいるTV」[注 5]から生まれた楽曲[105]。
  - 作詞・作曲・ギター演奏はメンバーの彩木咲良が担当。「いつも共同生活をしているメンバーの顔を思い浮かべながら書きました。私たちに限らず、家族や友達など、大切な人がいる方にも共感してもらえるような歌詞、みんなで歌える簡単なメロディを意識して作りました！当たり前のようで、当たり前じゃないこの日常を幸せと感じて欲しいです。」とコメントしている。
  - リモートでの参加アーティスト：手島いさむ（ユニコーン、電大）、川西幸一（ユニコーン、電大）、上野一郎、TACOS NAOMI、竹上良成。
  - 手話ダンス振付：TATSU（HANDSIGN）、振付協力：吉冨さくら、Sign Coordinator：岡本かおり。

## 主要なライブ

### なにわンダーランド
- なにわンダーランド2014＠日本青年館（2014年11月23日、東京・日本青年館大ホール）[21]
- なにわンダーランド2015～あわてんぼうのクリスマス～（2015年11月21日、東京・TOKYO DOME CITY HALL）[33]
- なにわンダーランド2016〜ひみつの仮面舞踏会〜（2016年10月30日、東京・中野サンプラザ）[42]
- なにわンダーランド2016〜ひみつのティーパーティー〜（2016年11月20日、大阪・オリックス劇場）[43]
- なにわンダーランド2017 ～OH! CIRCUS～（2017年11月23日、千葉・幕張メッセ国際展示場8ホール）[50]
- なにわンダーランド2019（2019年12月15日、東京・中野サンプラザ）[67]

### オオサカアイドルフェスティバル
- OIF 2014（オオサカアイドルフェスティバル 2014）（2014年8月3日、兵庫・阪急西宮ガーデンズ）[16]
- オオサカアイドルフェスティバル2015（2015年8月15日、大阪・大阪城音楽堂）[29]
- オオサカアイドルフェスティバル2016（2016年7月18日、大阪・大阪城音楽堂）[40]
- オオサカアイドルフェスティバル2017（2017年9月10日、東京・日比谷野外音楽堂）[49]
- オオサカアイドルフェスティバル2019（2019年8月25日、大阪・大阪城音楽堂）[66]

### その他のライブ
各メンバーの生誕イベントは個人のページを参照（堀くるみ、根岸可蓮、春名真依、彩木咲良、清井咲希）。
- たこやきレインボー ファーストワンマンライブ はじめの一歩（2014年9月28日、大阪・梅田CLUB QUATTRO）[19]
- 61分レインボー勝負!（2015年6月28日、BIG CAT、1日3回公演）
- オオサカーニバル2015（2015年8月16日、大阪・大阪城音楽堂）
- ファンミーティング「虹家族会議2017」（2017年7月22日、大阪・大阪城音楽堂）
- RAINBOW SONIC 2018（2018年8月11日、大阪・大阪城音楽堂）
- RAINBOW SONIC 2018（2018年8月12日、東京・日比谷野外音楽堂）[58]
- 西日本アイドルフェスティバル2017～西のほうでなんかゴチャゴチャやってます!!～（2017年12月31日、大阪・大阪国際会議場 グランキューブ大阪）[52]
  - 東日本で結成されたグループは、西日本のカラーに染まるために1日限定で“改名”した。
  - ゲスト：on and Go!、ごっつ東北産（いぎなり東北産）、IDREAM、大阪☆春夏秋冬、大阪女子流（東京女子流）、LinQ、ウエストウエストガールズ（西）（アップアップガールズ（仮））、STU48、あゆみくりかまき。
- たこやきレインボーpresents「西日本アイドルフェスティバル2019」（2019年12月31日、大阪・Zepp Namba）
  - ゲスト：STU48、大阪☆春夏秋冬、大阪女子流（東京女子流）、TEAM SHACHI、LinQ、AMEZARI -RED STARS-、新井ひとみ。
- たこ虹セブン放課後ナイト
  - vol.1（2018年9月21日、大阪・ちゃやまちプラザ ちゃプラステージ）
  - vol.2（2018年10月10日、大阪・ちゃやまちプラザ ちゃプラステージ）
  - vol.3特別編 〜浅利進吾ナイト〜（2018年11月27日、大阪・ESAKA MUSE）
  - vol.4特別編 〜クリぼっちじゃナイト〜（2018年12月20日、大阪・ESAKA MUSE）
  - vol.5（2019年5月26日、大阪・ちゃやまちプラザ ちゃプラステージ）
  - 〜出張〜たこ虹セブン放課後ナイト（2019年6月28日、東京・浅草花劇場）
  - vol.6（2019年6月30日、大阪・ちゃやまちプラザ ちゃプラステージ）
- CLUB RAINBOW'20（2020年7月12日、無観客ライブ配信）
- たこやきレインボー×東京女子流 生配信企画ライブ～東西歌合戦～（2020年8月10日、無観客ライブ配信）
- 真夏のホームパーティー・ザ・ワールド（2020年8月29日、ライブ配信） - 総合演出：佐々木彩夏（ももいろクローバーZ）、構成：オークラ、監督：河谷英夫
- たこ虹クリスマス2020（2020年12月20日、東京・中野サンプラザ）[72][73][74][75]
- たこやきレインボーワンマンライブ「桜咲くこの場所で」（2021年3月13日・14日、COOL JAPAN PARK OSAKA WWホール）[注 6][76][106][77]
- たこやきレインボーワンマンライブ「Departures」（2021年7月28日、東京・Zepp Haneda）[注 7][107][108]

## 出演

### テレビ
レギュラー番組 / 冠番組
- めざせ甲子園!つかたこレインボーロード（2014年4月30日 - 2016年10月26日・月1回、関西テレビ）
- チームしゃちほこの マジでガチなんですけどぉ～!（2014年10月16日 - 2015年3月28日、BSフジ） - 「たこやきレインボーのたこもガチなんですけどぉ～!」のコーナー
- かがくdeムチャミタス!（2015年4月4日 - 2018年3月18日、テレビ大阪）
- たこやきレインボーのたこツボッ!!（2015年4月17日 - 2017年9月29日、BSフジ）[109][110]
- 地域発見 たこツボッ!!ゴロゴロ（2017年、J:COMテレビ）
- たこやきレインボー スペシャル（2015年5月12日、スペースシャワーTVプラス）
- たこやきレインボーへきくちから（2018年1月18日、フジテレビNEXT）
- + music（2018年10月2日 - 2019年6月26日、毎日放送） - 清井咲希がナレーターを担当
- 大阪府議会レインボー!!（2020年1月4日 - 3月28日、テレビ大阪）[111]
- おでかけ発見バラエティ かがくdeムチャミタス!（2018年4月8日 - 2021年3月28日、テレビ大阪）- TVerでも配信
- おはよう朝日土曜日です（2019年8月10日 - 、ABCテレビ、毎週土曜日6:30-8:00） - 堀くるみがコーナー「なないろリサーチ！それどーなん！？」を担当[112]

ゲスト出演番組など
- ハピくるっ!（2013年8月5日、6日、26日、29日、9月16日、27日、10月7日、11月1日、2014年2月11日、3月10日、14日、21日、4月7日、7月7日、9日、24日、31日、8月15日、9月4日、10月30日、2015年3月20日、23日、25日、関西テレビ）
- せやねん!（2013年11月9日、毎日放送）
- ラッキー・トリッパー Idol オン・ザ・ラン（2013年10月29日、2014年1月7日、関西テレビ）
- ウラマヨ!（2014年3月22日、関西テレビ）
- 朝生ワイド す・またん!（2014年4月17日、読売テレビ）
- MUSIC JAPAN（2014年9月14日、NHK総合テレビ）
- Let's天才てれびくん（2016年11月8日、NHK Eテレ）
- 『坂崎幸之助のももいろフォーク村』第75夜「GIRLS'FOLKTORY17」（2017年8月14日、フジテレビNEXT）
- MBS SONG TOWN（2016年8月25日 2017年9月21日 など、毎日放送）
- ねこねこ日本史（2017年10月-11月、NHK Eテレ）
- ちちんぷいぷい（2017年12月25日 など、毎日放送）
- おはスタ（2018年2月16日 など、テレビ東京）
- やべっちFC〜日本サッカー応援宣言〜（2018年2月18日深夜 3月4日深夜 など、テレビ朝日）
- 関内デビル（2019年2月11日-15日ウィークリーゲスト、tvk）
- めざましテレビ（2018年7月17日、フジテレビ）
- TiARY TVかまってちゃん（2019年3月マンスリーゲスト、tvk）
- バリバラ〜障害者情報バラエティー〜（2019年7月4日 7月11日、NHK Eテレ） - 堀くるみ・清井咲希・彩木咲良
- ガッテン!（2019年8月21日、NHK総合）
- ももクロChan〜Momoiro Clover Z Channel〜（2019年3月26日深夜、2019年10月、テレビ朝日）
- HOT WAVE（2019年10月20日深夜 など、テレビ埼玉）
- おはよう朝日土曜日です（2015年12月16日、2019年10月26日、ABCテレビ）
- マニアマニエラ（2019年11月8日深夜、テレビ西日本）
- すもももももも！ピーチカフェ（2018年3月24日 2019年11月16日 など、読売テレビ）
- コアラモード．小幡康裕のガチンコスターダストプラネット（2019年12月17日 など、フジテレビNEXT）
- しおこうじ玉井詩織×坂崎幸之助のお台場フォーク村NEXT（2020年1月23日、フジテレビNEXT）
- RAGAZZE！（2020年3月28日：NHK総合、4月11日：NHK BSプレミアム）
- Love music（2020年5月17日深夜、フジテレビ）
- ももクロと行く！（2020年7月25日など、BS日テレ）
- 音力-ONCHIKA-（2019年3月14日深夜 2021年2月11日深夜 4月23日深夜、読売テレビ）
- スカパー！スプリングフェス2021～アイドル LIVE～（2021年3月30日、BSスカパー!）[113]

### ネット配信
レギュラー番組 / 冠番組
- がくやdeムチャミタス（2017年4月21日 - 2020年3月22日（全248回）、YouTube Television Osaka テレビ大阪公式チャンネル、テレビ番組『 かがくdeムチャミタス!』（テレビ大阪）の楽屋話トークを毎週日曜配信
- たこ虹結成記念日LINE LIVE deムチャミタス！（2017年9月17日、LINE LIVE）
- たこ虹ちゅーぶ（2018年10月31日 - 2019年2月28日（全18回）、YouTubeたこやきレインボー公式チャンネル、不定期配信
- たこちゅーんず（2019年3月24日 - 2019年7月28日（全11回）、YouTubeたこやきレインボー公式チャンネル、基本毎週日曜夜にライブ配信
- セレッソ大阪オフィシャルチャンネル（Youtube） -リポーター、進行役等で「セレTube！！」などの動画に不定期出演
  - セレッソ・25年目の恋 第1話「サクラという名の予備校生」[114]（2019年6月13日、彩木咲良が予備校生役で主演。他のメンバーも脇役で出演）
  - レディース・デーの「Enjoyセレ女」動画に出演（2019年10月）[115]
- 【1分でわかる正しい手洗い】たこやきレインボー（2020年5月12日、『想像力で世界を救え』プロジェクト）[116]
- たこ虹の家にいるTV（2020年4月9日 - 5月31日、YouTubeたこやきレインボー公式チャンネル（全45回）、月曜日から土曜日のほぼ午後7:28（なにわ）に開始、メンバーが共同生活をしている「たこ虹ハウス」からライブ配信された）
- 日本コナモン協会「鉄板粉モン御三家、完璧マスター３本勝負！」（2020年5月）
- たこやきレインボー「LIVE in the HOUSE '20」発売記念 いっしょにみようSP（2021年2月2日、ニコニコ生放送）
- たこ虹の家にいるTVリターンズ（2020年6月 - 2021年1月、YouTubeたこやきレインボー公式チャンネル、メンバーが共同生活をしている「たこ虹ハウス」からライブ配信）
- cookpadLive「うまさ二重マル！たこ虹カフェ」（2021年1月20日 - 5月7日） - 清井咲希とメンバー1名が出演、大阪にあるcookpadLive cafeから配信[117]
- cookpadLive「うまさ花マル！神虹レストラン」（2021年5月21日 - ） - 店長の清井咲希とゲストメンバーが、１日限定レストランのオープンを目標に料理修行に励むガチンコ企画[118]。

ゲスト出演番組など
- ニコラジ（2017年4月21日、ニコニコ生放送）
- 矢口真里の火曜The NIGHT（2019年7月23日深夜、2019年11月5日深夜、2020年5月5日深夜、2021年2月2日深夜、Abema TV）

### ラジオ
レギュラー番組 / 冠番組
- charge!（FM滋賀）
  - アイドル玉手箱のコーナー「たこやきレインボーのホクホクラジオやで〜」（2013年10月30日、2014年1月より毎月第3水曜日）
- たこ焼道楽わなか presents たこ焼ベースボールパーク（2020年4月 - 6月、MBSラジオ）

ゲスト出演番組など
- ヒャダインの"ガルポプ!"（2015年1月2日、NHK-FM）
- 山ちゃん美香の朝ドキッ!（2015年3月30日、HBCラジオ）
- AV Music Channel（2015年4月4日、AIR-G'）
- J-HITS RADI✕MATION（2019年1月22日、ラジオ大阪）
- 夕方じゃんじゃん（2019年1月25日、KBCラジオ）
- ハカタカランキン!（2019年1月25日、FM FUKUOKA）- 堀くるみ・根岸可蓮・清井咲希
- 劇団サンバカーニバル（2019年2月2日、エフエム富士）- 堀くるみ・彩木咲良・清井咲希
- You gott@ POWER（2019年2月12日、@FM）
- PEEPS!（2019年2月19日、ZIP-FM）
- おたふねお。（2019年2月21日、Radio NEO）
- よしもとRadio バリカタ!!（2019年2月24日、RKBラジオ）
- RadiPrism（2019年2月27日、RCCラジオ）
- ナガオカ×スクランブル（2019年3月8日、CBCラジオ）
- 60TRY部（2019年4月30日、ラジオ日本）- 堀くるみ・彩木咲良・清井咲希
- music×serendipity（2019年10月15日、LOVE FM）- 根岸可蓮・彩木咲良・清井咲希
- Hyper Night Program GOW!!（2019年10月15日、FM FUKUOKA）- 根岸可蓮・彩木咲良・清井咲希
- カリメン（2019年10月22日-25日、RKBラジオ）
- 鷲崎健のヨルナイト×ヨルナイト（2019年10月24日深夜、超!A&G+・ニコニコ生放送）- 堀くるみ・根岸可蓮・春名真依・清井咲希
- よしもとラジオ高校〜らじこー（2016年3月22日 2019年11月12日 など、FM OSAKA）
- OBCグッドアフタヌーン!ラジぐぅ（2020年3月11日、ラジオ大阪）
- アフター6ジャンクション（2018年5月24日 2020年6月3日、TBSラジオ）
- ミューコミプラス
  - 2019年10月7日深夜 - メンバー全員
  - 2020年12月25日深夜 - 堀くるみ・根岸可蓮・清井咲希
  - 2020年7月6日深夜 - メンバー全員生出演
- IMAREAL（2021年5月7日、AIR-G'）

### CM
- 豊天商店（2014年2月16日）
- ロッテ「ACUO」(2014年6月10日) - 関西エリア限定
- ビオレu 泡ハンドソープ「弱酸性のあいつ」（2018年5月、花王）- 根岸可蓮・春名真依・彩木咲良
- ダイセル（2019年12月28日）[119]

### テレビドラマ
- 大阪環状線 ひと駅ごとの愛物語 第7話（2016年2月23日、関西テレビ） - 家出少女 役（清井咲希）
- 大阪環状線 ひと駅ごとの愛物語 Part2（2017年1月17日 - 3月21日、関西テレビ） - 美咲 役（清井咲希）
- おばけずかん（2020年4月8日、4月22日、5月13日、テレビ東京「おはスタ」番組内） - 春名真依

### 映画
- 幕が上がる - エキストラ出演

### 舞台
- ミュージカル「10th Anniversary ザ・ミュージカルマン starring エハラマサヒロ」（2018年10月12日-14日）- 清井咲希
- はい！丸尾不動産です。～本日、家に化けて出ます～（2019年11月30日-12月2日）- 清井咲希
- Cutie Honey Emotional（2020年2月6日 - 9日）- 彩木咲良
- 剣が君-残桜の舞-（2021年6月2日 - 6日）根岸可蓮・春名真依・彩木咲良
- 大阪環状線 大正駅（2021年12月11日-25日）[120] - 堀くるみ・彩木咲良

### 新喜劇
- 石田笑店deムチャミタス！（2016年9月28日、大阪・なんばグランド花月、座長：石田靖）
- 石田笑店deムチャミタス！〜夏の夜に 虹の架け橋 新喜劇〜（2017年7月7日、大阪・なんばグランド花月）
- 石田笑店deムチャミタス！〜夏休み たこやき味の 新喜劇〜（2018年7月20日、大阪・なんばグランド花月）
- 石田笑店deムチャミタス！〜新喜劇　HOTな想いで　エンジルノ〜（2019年7月7日、大阪・なんばグランド花月）
- 石田笑店de新喜劇（2021年8月26日、大阪・なんばグランド花月）

### 雑誌・書籍・新聞
- Quick Japan vol.110（2013年10月12日、太田出版） ISBN 978-4-7783-1383-8
- MARQUEE vol.99（2013年10月17日、マーキー・インコーポレイティド） ISBN 978-4-434-18497-0
- スポーツニッポン（2013年11月5日）
- 関西ウォーカー（2013年12月13日）
- Top Yell（2013年12月16日 2014年4月6日 など、竹書房）
- ミューズクリップ（レコード新聞社）
- 3Bjunior BOOK 2014 summer ～3Bjuniorの夏休み～（2014年7月30日、東京ニュース通信社） ISBN 978-4-86336-416-5
- B.L.T.U-17 vol.31（2014年8月5日、東京ニュース通信社） ISBN 978-4-86336-419-6
- SCHOOL GIRLS BOOK 2015 country side（2015年10月15日、東京ニュース通信社） ISBN 978-4-86336-503-2
- 朝日新聞 和歌山県版（2016年1月1日）[121]
- スターダストプラネット 公式Special Book（2018年7月19日、日経BP社） ISBN 978-4-8222-9254-6
- B.L.T.MOOK 14号 たこやきレインボー1st写真集「Rainbow journey」（2018年8月24日、東京ニュース通信社） ISBN 978-4-86336-802-6
- B.L.T. 2018年11月号（2018年9月22日、東京ニュース通信社）
- るるぶ大阪ベスト'18（2017年1月、JTBパブリッシング）
- るるぶ大阪ベスト'20（2019年1月、JTBパブリッシング）
- 毎日新聞 大阪本社版 夕刊1面（2019年7月29日）
- ch FILES 11月号（2019年10月20日、全国の高校図書館で無料配布されるフリーマガジン）
- VDC Magazine - vol,10（2018年10月）で全員の巻頭特集、vol.11でインタビュー、vol.12（2019年7月）からコラム「VDC COLUMN」を春名真依が担当
- ムック「Go!Go!GUITARプレゼンツ はじめてのアコギ2019」（2019年3月28日、ヤマハミュージックエンタテインメント）に掲載。(彩木咲良)
- ムック「ヤマハムックシリーズ204 Go! Go! GUITAR presents 楽しいアコギ弾き語り」（2020年11月16日、ヤマハミュージックエンタテインメント） - メンバー全員で表紙とインタビュー
- 朝日新聞 大阪版 連載コラム「たこ虹 のやっぱすっきゃねん」（2018年4月-2021年5月、不定期）
- 日刊スポーツ 西日本版 連載「火曜エンタメ」「咲ドル火曜日」（2019年10月21日-、第5火曜日のある月）
- たこやきレインボー History ＆ Departures 〜５人の軌跡と５人のこれから〜（2021年9月17日、SDP）[122] - メモリアルブック

### イベント

#### 2012年
- チームしゃちほこ メジャーデビューツアー（2012年9月17日、ヤマダ電機LABI1なんば店） - 前座
- 私立恵比寿中学「梅」リリースイベント「まっぴるまのエビ中イヴ ～クリスマスと聖なる夜の中間～」（2012年12月24日、西宮ガーデンズ） - 前座

#### 2013年
- チームしゃちほこ祝✩1周年イベント（2013年4月7日、名古屋城 二之丸広場） - 前座
- 私立恵比寿中学「手をつなごう/禁断のカルマ」リリースイベント（2013年5月19日、大阪南港ATC海辺のステージ） - 前座
- the GIRLS' FESTIVAL eve vol.2～海の日前夜祭～（2013年7月14日、なんばHatch） - オープニングゲスト
- S★スパイシー1(栗田萌)、KAGAJO☆4Sインディーズデビューシングルリリースイベント（2013年7月21日、よこはまコスモワールド） - サプライズゲスト
- MBS「せやねん!」×Q's MALL ご当地アイドル祭り!（2013年10月12日、あまがさきキューズモール）
- チームしゃちほこ 愛のフリーライブ（2013年10月19日、服部緑地野外音楽堂） - オープニングアクト
- MBS「せやねん!」×Q's MALL ご当地アイドル祭り!ファイナル（2013年11月4日、みのおキューズモール）
- Happy Jam in Osaka vol.9（2013年11月30日、関西テレビ なんでもアリーナ）
- the GIRL'S FESTIVAL eve vol.3〜ちょっと早いクリスマス前夜祭!?〜（2013年12月7日、なんばHatch） - オープニングゲスト
- SELL NU SOUL（2013年12月26日、梅田Shangri-La）

#### 2014年
- 3B junior LIVE FINAL “俺の藤井”2014（2014年1月4日、グリーンドーム前橋）
- ローソンプレゼンツ ジモドルフェスタ2014 WINTER（2014年3月30日、森ノ宮ピロティホール）
- ももいろクローバーZ「ももクロ夏のバカ騒ぎ2014 日産スタジアム大会～桃神祭～」事前物販（2014年7月21日、大阪・インテックス大阪 6号館Aゾーン）
- TOKYO IDOL FESTIVAL 2014（2014年8月2日、お台場・フジテレビ湾岸スタジオ、ダイバーシティ東京）
- ROCK IN JAPAN FES.2014（2014年8月9日、国営ひたち海浜公園）
- 「愛♡矢島博2014冬」大阪70（2014年12月13日、大阪・インテックス大阪 1号館）

#### 2015年
- ふじいとヨメの七日間戦争「俺のたこ虹ライブ」（2015年1月8日、日本青年館）
- ふじいとヨメの七日間戦争「俺のNEXT GIRLS」（2015年1月10日、日本青年館）
- ふじいとヨメの七日間戦争「俺のザ・ベストテン」（2015年1月11日、日本青年館）
- ソトコト的でんきの教室 vol.5, with VillageVanguard（2015年3月1日、京都・新風館 Re-Cue Hall）
- 春のPON!祭り（2015年3月27日、汐留日テレタワー）
- Happy Jam :3.02（2015年7月19日、関西テレビ なんでもアリーナ）
- SUMMER GATE スタジアム〜キミが来れば、台場の夏が変わる〜（2015年7月30日、東京・お台場みんなの夢大陸）「たこやきレインボーのたこツボッ！！」の公開収録
- GIRLS' FACTORY 15（2015年8月3日、4日、国立代々木競技場第一体育館）
- テレビ大阪 YATAIフェス！2015（2015年9月23日、大阪城公園 太陽の広場）
- Girls-POP-JAPAN powered by TOKYO IDOL PROJECT＆Happy Jam「TOKYO IDOL PROJECT LIVE」（2015年11月18日、東京・六本木nicofarre）

#### 2016年
- 俺の藤井 2016 in さいたまスーパーアリーナ〜Tynamite!!〜（2016年1月8日、9日、さいたまスーパーアリーナ）
- ABC万博たこやきマラソン2016（2016年3月13日、大阪・万博記念競技場）
- a-nation island『GIRLS' FACTORY 16』 DAY1（2016年7月30日、東京・国立代々木競技場第一体育館）
- SACAS DAMA FES by KENDAMA USA（2016年7月31日、東京・赤坂サカス サカスステージ）
- a-nation island『IDOL NATION ～CASE OF YOYOGI“16”～』（2016年8月3日、東京・国立代々木競技場第二体育館）
- テレビ朝日・六本木ヒルズ夏祭り SUMMER STATION LIVE（2016年8月5日、六本木ヒルズアリーナ）
- TOKYO IDOL FESTIVAL 2016（2016年8月6日、東京・お台場 青海周辺エリア）
- a-nation stadium fes. powered by dTV（2016年8月27日、東京・味の素スタジアム）- オープニングアクト
- 「CATCH＆FLOW2016」スペシャルサポーター（2016年9月10日、東京・shibuya duo MUSIC EXCHANGE）
- テレビ大阪「YATAIフェス！2016」（2016年9月24日、大阪・大阪城公園 太陽の広場）
- 京都・宮津警察署 交通事故防止啓発活動（2016年9月25日、京都・加悦谷ショッピングプラザウイル及び周辺）
- 「フジソニック2016」たこやきレインボー meets DJ KOO（2016年10月1日、静岡・清水マリンパーク内イベント広場）
- Happy Jam 4 .Dec（2016年12月11日、大阪・カンテレホール なんでもアリーナ）
- OSAKA BAYAREA FESTIVAL in Hong Kong （2016年12月24日、25日、香港・西九龍中心）

#### 2017年
- 俺のネクストガール2017〜もちろん藤井〜＜やっぱりステラボール＞（2017年1月8日-9日、東京・ステラボール）
- それ、テレビ大阪やろ。EXPO（2017年3月4日、大阪・万博記念公園）
- 2017 m.c.A・T 祭『俺フェス』（2017年3月11日、千葉・舞浜アンフィシアター）
- ABC万博たこやきマラソン（2017年3月12日、大阪・万博記念競技場）
- 関西コレクション2017S/S（2017年3月19日、大阪・京セラドーム）
- プロ野球 阪神vs巨人戦 始球式（2017年4月9日、兵庫・阪神甲子園球場）
- GIRLS FACTORY NEXT 17 DAY1（2017年7月14日、東京・Zepp Tokyo）
- コカ･コーラ SUMMER STAION 音楽LIVE（2017年8月2日、六本木ヒルズアリーナ）[123]
- MBS「ちちんぷいぷい」たこやきレインボースペシャルライブ（2017年8月4日、大阪・茶屋町MBS1階ちゃぷらステージ）
- TOKYO IDOL FESTIVAL 2017（2017年8月5日、東京・お台場 青海周辺エリア）
- しがこうげんアイドルフェスティバル（SIF）（2017年8月5日-6日、東京・味の素スタジアム場外会場）[124]
- SUMMER SONIC 2017（2017年8月19日、東京・BEACH STAGE）- with なにわンダーたこ虹バンド
- 2017明治安田生命J1リーグ／セレッソ大阪 鹿島戦「かしまし大阪おばちゃんで～」（2017年8月26日、大阪・ヤンマースタジアム長居）
- テレビ大阪 YATAIフェス！2017 supported by The PREMIUM MALT'S（2017年9月16日、大阪・大阪城公園 太陽の広場）
- 2017明治安田生命J1リーグ／セレッソ大阪 大宮戦（2017年10月29日、大阪・キンチョウスタジアム）- アンセム斉唱
- 阪神タイガース ファン感謝デー2017（2017年11月25日、兵庫・阪神甲子園球場）
- （有）申し訳AFTERNOON 20周年TOUR FINAL＠代官山UNIT（2017年12月10日、東京・代官山UNIT）
- AKB48紅白対抗歌合戦（2017年12月10日、TOKYO DOME CITY HALL、NMB48と共演）
- 干支の引き継ぎ式（2017年12月27日、大阪・通天閣）

#### 2018年
- OSAKA BAY AREA FESTIVAL2018（2018年1月21日-22日、タイ・Central Plaza Grand Rama 9）
- （有）申し訳AFTERNOON＠札幌mole（2018年2月4日、北海道・札幌sound Lab MOLE）
- 2018明治安田生命J1リーグ／セレッソ大阪 札幌戦（2018年3月2日、大阪・キンチョウスタジアム）- アンセム斉唱
- それ、テレビ大阪やろ。EXPO（2018年3月3日、大阪・万博記念公園 東の広場）
- EXPOCITY　presents ABC万博たこやきマラソン2018（2018年3月11日、大阪・万博記念競技場）
- HOT WAVE 推し事祭 2018　～みなさん、お久しぶりの推し事ですよ！春～（2018年3月24日、埼玉・ウェスタ川越 大ホール）
- MBS「+music LIVE」（2018年3月31日、大阪・毎日放送 1階 ちゃプラステージ）
- 横山だいすけFamilyLive2018 in 大阪城ホール（2018年4月14日-15日、大阪・大阪城ホール）
- デオナチュレ・男デオナチュレpresents 2018セレッソ大阪ファン感謝デー「セレッソ学園 SAKURA祭」（2018年6月17日、大阪・キンチョウスタジアム内特設ステージ）
- presented by ミオヤマザキ「ミオフェス2018～東京編その3～」（2018年6月22日、東京・渋谷TSUTAYA O-EAST）
- めざましライブ～日本お元気キャラバンin那覇（2018年7月15日、沖縄・桜坂セントラル）
- 夏S 2018 ももクロトリビュート～みんなで10周年をお祝いしちゃうぞ！～（2018年7月28日、埼玉・メットライフドーム）
- TOKYO IDOL FESTIVAL 2018（2018年8月3日-4日、東京・お台場 青海周辺エリア）
- FUMIHIKO PICNIC（2018年8月5日、千葉・ZOZOマリンスタジアム 外周エリア）
- SUMMER SONIC 2018「サマソニ×TIF＠幕張 IDOL SONIC」（2018年8月18日、千葉・幕張メッセ）
- 東京女子流×たこやきレインボー　ツーマンライブ（2018年9月8日、東京・Mt.RAINIER HALL SHIBUYA PLEASURE PLEASURE）
- 「2018明治安田生命J1リーグ　第26節　vs.ジュビロ磐田」ミニライブ（2018年9月14日、大阪・キンチョウスタジアム）
- テレビ大阪「YATAIフェス！」（2018年9月15日、大阪・大阪城公園 太陽の広場）
- 2018明治安田生命J1リーグ vs.名古屋グランパス セレキュンデー（レディースデー）（2018年9月30日、大阪・ヤンマースタジアム長居）
- ASIA IDOL FESTIVAL 2018（2018年10月27日、中国・杭州市蕭山区銭江世紀公園（浙江省））
- BRUSH UP KANSAI2018（2018年10月31日、大阪・BIG CAT）
- 「2018明治安田生命J1リーグ　第33節　vs.柏レイソル」ミニライブ（2018年11月24日、大阪・キンチョウスタジアム）
- 「自転車にはツーロック！特殊詐欺をブロック！」犯罪被害防止キャンペーン（2018年12月12日、大阪・あべのキューズモール）
- 「ももいろクリスマス2018」サテライトパーク“堀アキラ”（2018年12月24日-25日、埼玉・コミュニティアリーナ（さいたまスーパーアリーナ））
- ももいろクローバーZ「ゆく桃くる桃～第2回ももいろ歌合戦～」（2018年12月31日、神奈川・パシフィコ横浜（国立大ホール））

#### 2019年
- TOKYO IDOL PROJECT × @JAM　ニューイヤープレミアムパーティー2019（2019年1月3日、東京・お台場・青海周辺エリア）
- 初S 2019（2019年1月14日、東京・Zepp Divercity）
- ABC万博たこやきマラソン2019（2019年3月10日、大阪・万博記念競技場）
- JR学研都市線「寝屋川公園駅」駅名改称式（2019年3月16日、寝屋川公園駅）
- IDOL RAVE FACTORY～LIVE 2019 in Spring～（2019年3月21日-22日、東京・Mt.RAINIER HALL SHIBUYA PLEASURE PLEASURE）
- ももクロ春の一大事2019 in 黒部市 外周パーク『ウォー太郎パーク』（2019年4月20日、富山・黒部市宮野運動公園）
- 「コナモンの日」前日記念イベント（2019年5月5日、大阪・なんばグランド花月前広場）
- 「2019明治安田生命J1リーグ　第13節　vs.FC東京」ミニライブ（2019年5月25日、大阪・ヤンマースタジアム長居）
- 北ガスグループ 6時間リレーマラソン in 札幌ドーム 2019（2019年7月6日、北海道・札幌ドーム）
- セレフェス2019（2019年7月13日、大阪・ヤンマースタジアム長居）
- 六本木アイドルフェスティバル2019（2019年7月26日、東京・六本木ヒルズアリーナ）
- セレッソ大阪ファン感謝デー「セレッソ笑店街 SAKURA祭 ～笑いと涙の25年～」（2019年7月28日、大阪・ヤンマースタジアム長居）
- スタプラローカリズム vol.1 ～狼煙をあげろ in 台湾～（2019年8月4日、台湾・CLAPPER STUDIO）
- 第31回 なにわ淀川花火大会（2019年8月10日、大阪・十三会場内ステージ）
- ドルタナ SUMMER FESTIVAL（2019年8月31日、大阪・BIGCAT）
- 出張！六本木アイドルフェスティバルin激辛グルメ祭り（2019年9月7日、東京・新宿BLAZE）
- テレビ大阪 YATAIフェス！2019 supported by The PREMIUM MALT'S（2019年9月16日、大阪・大阪城公園 太陽の広場）
- イナズマロックフェス 2019（2019年9月21日、滋賀・草津市 烏丸半島芝生広場）
- LIVE PRO FESTIVAL 2019（2019年9月29日、北海道・ZeppSapporo）
- 大阪パフェ（2019年11月9日、万博記念公園）
- SPINNS×たこ虹 コラボイベント（2019年11月）[125]
- としまえん　2019　ウインターファンタジア　クリスマスライブ（2019年12月24日、東京・としまえん　それいゆ広場　それいゆステージ）
- 「ももいろクリスマス2019」サテライトパーク「堀アキラ パート2」（2019年12月24日-25日、埼玉・さいたまスーパーアリーナ・コミュニティアリーナ）
- 第3回 ももいろ歌合戦（2019年12月31日、神奈川・横浜アリーナ）

#### 2020年
- 「「ミューコミプラス」 presents スタプラアイドルフェスティバル〜今宵、シンデレラが決まる〜（2020年1月19日、神奈川・横浜アリーナ）
- Jリーグ セレッソ大阪 vs 大分トリニータ戦（2020年2月22日、ヤンマースタジアム長居）
- エイベのアイドル夏祭り〜哲、この部屋。無観客ライブ配信〜（2020年7月4日配信、OPENREC.tv）
- コネコレロック 2020（2020年8月15日配信、コメント出演）
- TOKYO IDOL FESTIVAL オンライン 2020（2020年10月4日配信）
- 第4回 ももいろ歌合戦（2020年12月31日）

#### 2021年
- Jリーグ シャープ サポーティングマッチ セレッソ大阪 vs 鹿島アントラーズ（2021年9月26日、ヨドコウ桜スタジアム）[126]
- 「ミューコミVR」 presents スタプラアイドルフェスティバル〜今宵、2人目のシンデレラが決まる〜（2021年10月30日、神奈川・横浜アリーナ）

### その他
- たこやきレインボーメンバー全員インタビュー（2013年）
- カラオケレインボー「たこやきレインボー×カラオケレインボーコラボキャンペーン」（2014年4月6日）
- 京都丸紅「七五三着物・ドレス、ジュニア着物『Lako Kura with たこやきレインボー』」（2015年）
- 第一興商「DAMチャンネル」 - 5月度PUSH!アーティスト(D-PUSH!)（2015年5月）
- 江崎グリコ「セブンティーンアイス サイバーベンダー」PRイベント（2017年7月17日）- エアポートウォーク名古屋
- たこ虹×ジャンカラ コラボキャンペーン（2017年7月28日-9月30日）
- 自転車ツーロック運動（2018年10月、大阪府自転車盗難等防止対策協議会・大阪府警察）
- 輝け！たこ虹CMソング大賞（2019年1月）- 3rdアルバムのプロモーションで、新曲5曲をBGMに挿入した30秒のCM風ミュージックビデオを制作した[127]
  - 江崎グリコ（クリームコロン）、和なか（たこ焼道楽わなか）、ダイドードリンコ（ぷるっシュ!!ゼリー×スパークリング）、ロート製薬（アクネス）、東愛産業（ジャンボカラオケ広場）の5社が協力
  - tvk「関内デビル」ともコラボレーション
- ラウンドワン「ラウンドワンLIVE」（2019年9月17日）
- ラグビー応援Twitterキャンペーン 応援アンバサダー（2019年9月）- チーム大阪の一員としてラグビーワールドカップ2019を応援
- PICK UP IDOL たこやきレインボー HUSTLE PRESS（2019年10月25日）[128]
- くーさきpresents「たこやきレインボーとパウダースノーのキロロリゾートで雪遊び☆北海道1泊2日のファンツアー」（2020年1月11日-12日）
- アイドルプラネット もっともっともっと話そうよ（2019年10月）[129]
- アイドルプラネット「恋のダンジョンUME」インタビュー（2020年7月）[130]
- MusicVoice「恋のダンジョンUME」インタビュー（2020年7月）[131]
- ザテレビジョンweb「恋のダンジョンUME」インタビュー（2020年7月）[132]
- エンタメNEXT おうち時間インタビュー（2020年7月）[133]
- マグカン「シュッとした噺」（2020年8月）[134]
- SERGIO TACCHINIとコラボレーションアイテム販売（2020年9月）
- セレッソ大阪メガネデーPR（2017年9月）
- シャープ「おうちでセレッソキャンペーン」第3弾（2020年8月）、第5弾（2020年11月）、21'桜どき（2021年3月）、薫風どき（2021年5月）、木枯しどき（2021年12月） - 第3弾の製品PR選手権で清井咲希がドライヤーを紹介した動画が第2位となる。
- シャープ「私たちも使っています！」[135]
- シャープ「2021 セレッソ熱烈応援!!キャンペーン」
  - 2021年8月1日 - 熱烈おすすめ商品Liveイベントに堀くるみ、清井咲希が出演[136]
  - 2021年11月5日 - 熱烈おすすめ商品Live'21冬に清井咲希と彩木咲良が出演[137]
- セレッソ大阪公認セレ女（2018年 - 、2017年はサポーター見習い）

### たこ虹の家にいるTV
新型コロナウィルスによる自粛期間中に、YouTubeたこやきレインボー公式チャンネルにて「たこ虹の家にいるTV」をほぼ毎日配信していた。2020年4月9日 - 5月31日の月曜日から土曜日、午後7:28（なにわ）頃 - 9:00頃、メンバーが共同生活をしている「たこ虹ハウス」から配信（全45回）。
2020年6月からは「たこ虹の家にいるTVリターンズ」を不定期配信していた。
エンディングは、たこ虹ハウスオリジナルソング「一緒に帰ろう」（作詞・作曲：彩木咲良）を、彩木によるギター演奏にのせてメンバー全員で歌唱する。

## タイアップ
| 楽曲                                                  | タイアップ                                                                   | 収録作品                                                                     |
| ----------------------------------------------------- | ---------------------------------------------------------------------------- | ---------------------------------------------------------------------------- |
| なにわのはにわ                                        | MBS『ロケみつ ザ・ワールド』3月度エンディングテーマ                          | インディーズ2ndシングル「なにわのはにわ」                                    |
| なにわのはにわ                                        | MBSテレビ『女の子宣言! アゲぽよTV』3月度エンディングテーマ                   | インディーズ2ndシングル「なにわのはにわ」                                    |
| 絶唱!なにわで生まれた少女たち                         | e-radio『charge!』9月ウィークリーレコメンド                                  | インディーズ3rdシングル「絶唱!なにわで生まれた少女たち」                     |
| 元気売りの少女〜浪花名歌五十選〜                      | 日本テレビ系『PON!』5月度エンディングテーマ                                  | インディーズ4thシングル「元気売りの少女〜浪花名歌五十選〜」                  |
| 元気売りの少女〜浪花名歌五十選〜                      | TBCラジオ 5月度TBCラジオイチオシパワープレイ                                 | インディーズ4thシングル「元気売りの少女〜浪花名歌五十選〜」                  |
| 元気売りの少女〜浪花名歌五十選〜                      | e-radio『charge!』5月ウィークリーレコメンド                                  | インディーズ4thシングル「元気売りの少女〜浪花名歌五十選〜」                  |
| クリぼっちONE DAY!!                                   | 日本テレビ系『バズリズム』12月度POWER PLAY                                   | インディーズ5thシングル「クリぼっちONE DAY!!」                               |
| どっとjpジャパーン!                                   | テレビ朝日系『musicるTV』8月度エンディングテーマ                             | メジャー2ndシングル「どっとjpジャパーン!」                                   |
| RAINBOW〜私は私やねんから〜                           | テレビ埼玉『HOT WAVE』2017年5月オープニングテーマ曲                          | メジャー3rdシングル「RAINBOW〜私は私やねんから〜」                           |
| なれたらなぁ                                          | NHK Eテレアニメ『ねこねこ日本史』エンディングテーマ                          | メジャー4thシングル「まねー!!マネー!?Money!!」                               |
| 卒業ラブテイスティ                                    | MBS『MBS SONG TOWN』2018年3月度エンディングテーマ曲                          | 2ndアルバム「ダブルレインボー」                                              |
| レインボーロード ～駆け出した靴～                     | 南知多ビーチランド『春イベント』CMタイアップ曲                               | 2ndアルバム「ダブルレインボー」                                              |
| 虹色進化論                                            | サンテレビ『バキバキ☆ビート!Ⅱ』2018年5月度エンディングテーマ                 | 2ndアルバム「ダブルレインボー」                                              |
| あなたとの約束                                        | テレビ埼玉『HOT WAVE』2019年2月オープニングテーマ曲                          | 3rdアルバム「軟体的なボヤージュ」                                            |
| もっともっともっと話そうよ-Digital Native Generation- | テレビ番組『Japan in Motion』エンディング曲 2019年11月（国内）／12月（海外） | メジャー5thシングル「もっともっともっと話そうよ-Digital Native Generation-」 |
| もっともっともっと話そうよ-Digital Native Generation- | テレビ埼玉『HOT WAVE』2019年11月オープニングテーマ曲                         | メジャー5thシングル「もっともっともっと話そうよ-Digital Native Generation-」 |
| 恋のダンジョンUME                                     | テレビ埼玉『HOT WAVE』2020年7月オープニングテーマ曲                          | メジャー6thシングル「恋のダンジョンUME」                                     |
| 恋のダンジョンUME                                     | テレビ北海道『スイッチン!』2020年7月度エンディング曲                         | メジャー6thシングル「恋のダンジョンUME」                                     |